# Johann Baptist Walpoth

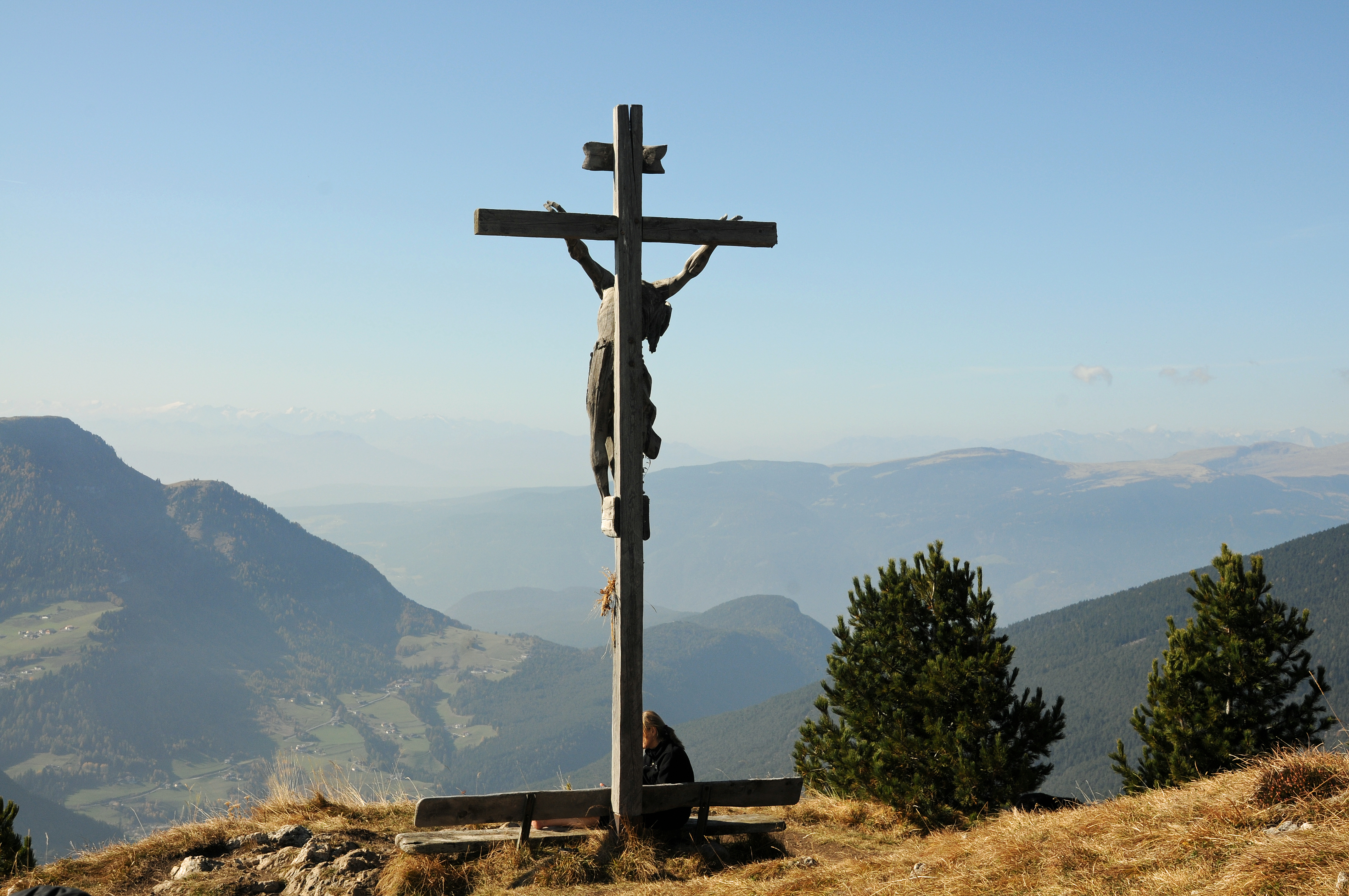
Crocifisso di Walpoth e Peristi sul monte Sëura Sas m. 2176

Johann Baptist Walpoth (Ortisei, 25 gennaio 1911 – Ortisei, 2 settembre 1934) è stato uno scultore italiano. Fu scultore nel legno e rocciatore.

## Biografia
Johann Baptist Walpoth, chiamato anche Batista da Lësc, nacque nel maso Junerëi, figlio di Luis Walpoth scultore e di Katherina Bernardi da Lësc una sarta specializzata nella confezione di costumi tipici della Val Gardena. Nacque quindi in una famiglia di artisti come la sorella Cristina policromatrice-doratrice. Il Walpoth fu iniziato alla scultura nel legno nel laboratorio di Vinzenz Moroder-Scurcià e frequentò la Scuola d'Arte di Ortisei, allora diretta da Guido Balsamo Stella, dove seguì anche il corso di modelleria tenuto da Ludwig Moroder-Lenert. Nel 1934 lavorò nel laboratorio di Luis Insam-Tavella. Morì in seguito ad un incidente di caccia nel bosco del Rasciesa a Ortisei.

## Opere
- Il crocifisso del Monte Sëura Sas, scolpito nel legno sul monte stesso con Vincenzo Peristi, attualmente esposto nel Museo della Val Gardena a Ortisei.
- Una statua di guida alpina ed un crocifisso acquistati dalla duchessa di Pistoia, Lydia d’Arenberg, moglie di Filiberto di Savoia.

## Galleria di opere

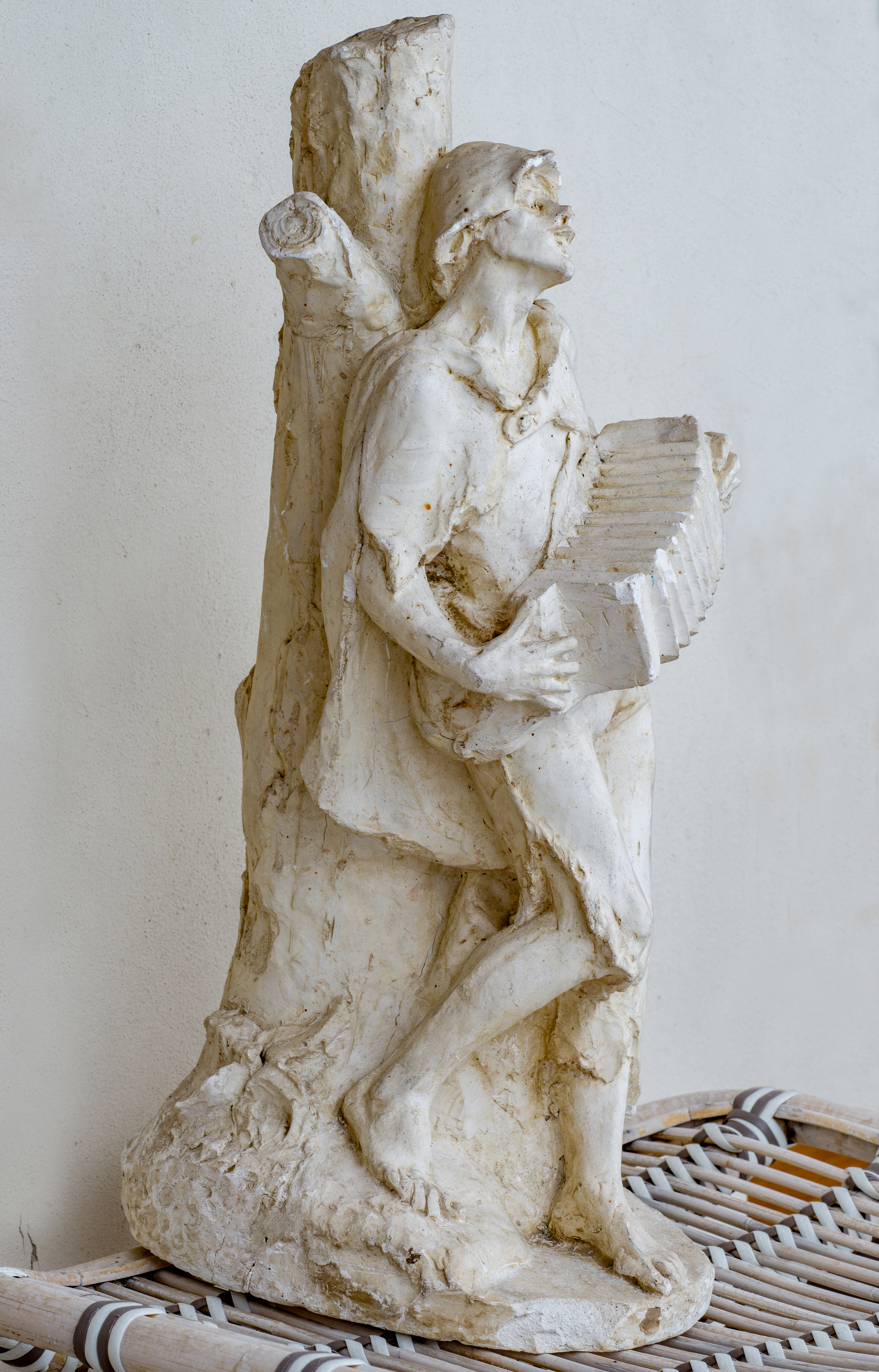
Bozzetto in gesso di suonatore di fisarmonica attribuito al Walpoth
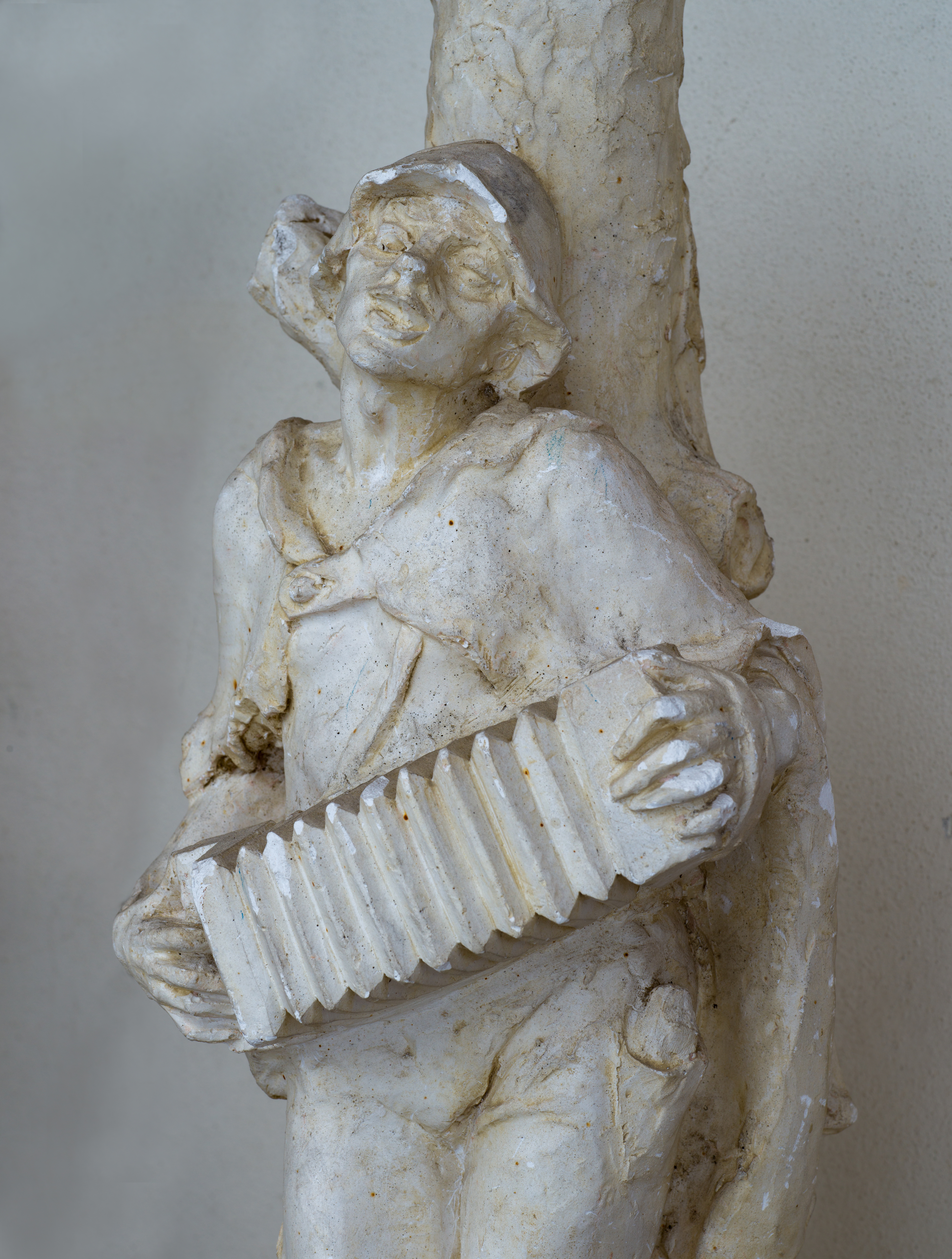
Dettaglio del suonatore di fisarmonica.
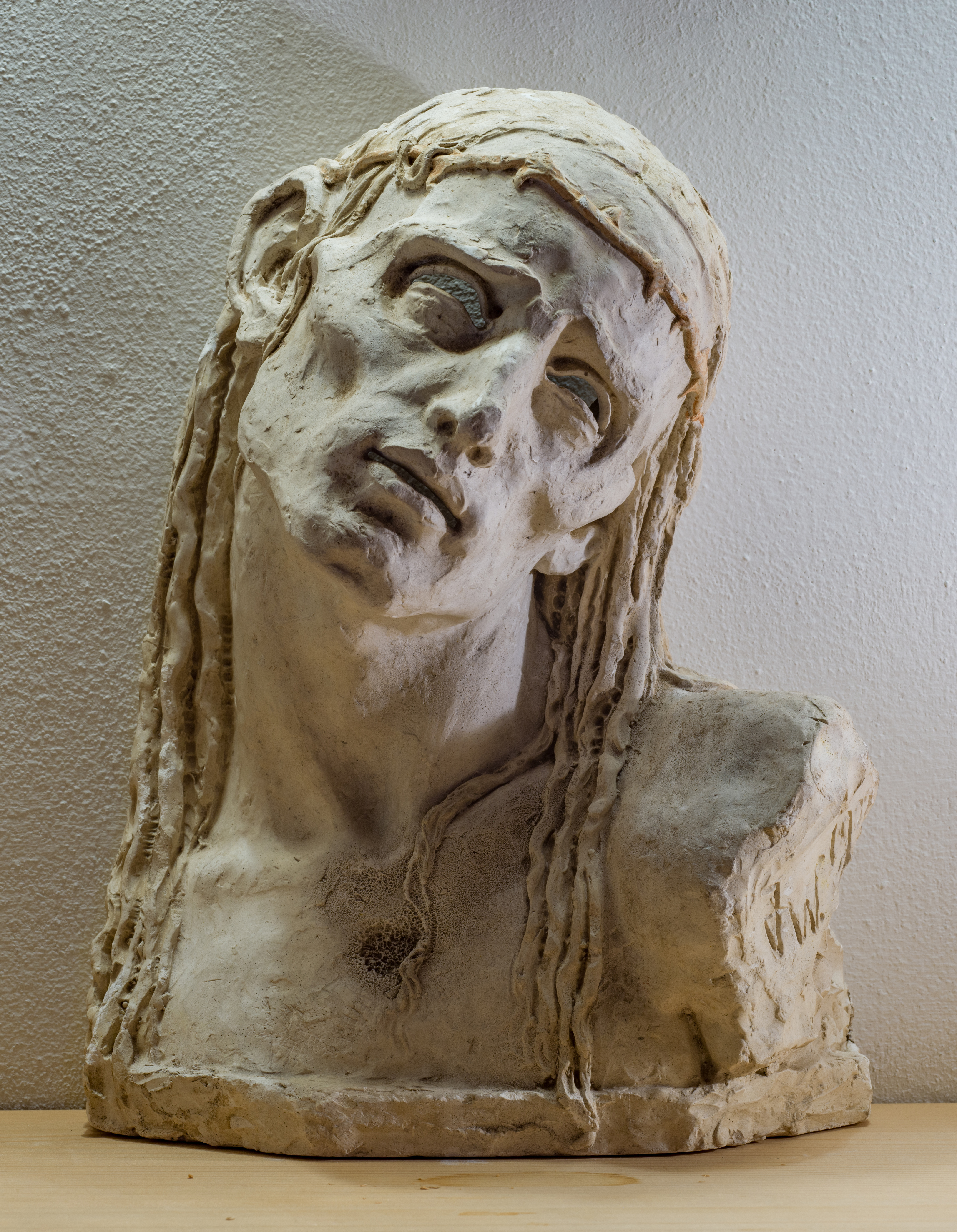
Busto in gesso di Cristo in corona di spine firmato J.W. 1932.